# Christian Mann
Christian Mann (* 17. März 1971 in Heilbronn) ist ein deutscher Althistoriker und Schachspieler.

## Akademische Karriere
Christian Mann studierte von 1990 bis 1995 Alte Geschichte, Klassische Archäologie und Lateinische Philologie an der Universität Freiburg und der Universität Perugia und beendete das Studium mit dem Magister-artium-Titel. Danach war er mehrere Monate Wissenschaftlicher Angestellter im Sonderforschungsbereich 541 der Deutschen Forschungsgemeinschaft „Identitäten und Alteritäten. Die Funktion von Alterität für die Konstitution und Konstruktion von Identität“. Anschließend konnte er von 1996 bis 1998, gefördert durch ein Promotionsstipendium der Graduiertenförderung des Landes Baden-Württemberg, an seiner Dissertation arbeiten. Die Promotion erfolgte 1999 mit der von Hans-Joachim Gehrke betreuten Arbeit Athlet und Polis im archaischen und frühklassischen Griechenland.
Von 1998 bis 2005 war Mann Wissenschaftlicher Assistent Gehrkes am Seminar für Alte Geschichte der Universität Freiburg. 2005 habilitierte er sich dort mit der Arbeit Der Demagoge und das Volk. Überlegungen zur politischen Kommunikation im Athen des 5. Jahrhunderts v. Chr. und erhielt die Venia Legendi. Es folgte eine Phase der häufigen Standortwechsel. Im Wintersemester 2005/06 war Mann Gastwissenschaftler am Graduiertenkolleg „Politische Kommunikation von der Antike bis ins 20. Jahrhundert“ an der Universität Frankfurt. Von 2006 bis 2011 war er Heisenberg-Stipendiat der Deutschen Forschungsgemeinschaft. Im Wintersemester 2006/07 vertrat er den Lehrstuhl für Römische Geschichte in Frankfurt; 2007/08 war er Visiting Scholar an der Brown University in Providence (USA), und im Wintersemester 2008/09 vertrat er den althistorischen Lehrstuhl an der Universität Konstanz. 
Seit 2011 ist Mann Inhaber des Lehrstuhls für Alte Geschichte an der Universität Mannheim. 2015 lehnte er den Ruf an die Universität Regensburg auf eine W3-Professur für Alte Geschichte ab und nahm das Bleibeangebot der Universität Mannheim an. Im Januar 2023 erhielt er ein Opus-Magnum-Stipendium der Volkswagenstiftung, wodurch er bis Juli 2024 von seiner Lehrverpflichtung befreit war. Seit 2022 ist Mann Mitglied des Wissenschaftlichen Beirats der Gerda Henkel Stiftung.
Mann forscht schwerpunktmäßig zur Geschichte des antiken Sports, aber daneben auch zu Fragen der politischen, sozialen und religiösen Geschichte sowie zur antiken Militärgeschichte. Sein geographischer Fokus liegt dabei auf den griechischsprachigen Gebieten im östlichen Mittelmeerraum.

## Schach
Christian Mann trägt seit 1990 den Titel Internationaler Meister im Schach. Die Normen hierfür erreichte er bei Turnieren in Deutschland, Budapest und in Gistrup, Dänemark. Vereinsschach spielte er in der Jugend beim Schachverein 23 Böckingen, 1991 in der 2. Liga beim Schachverein Marbach. In der Saison 1993/94 spielte er zum ersten Mal in der deutschen Schachbundesliga, und zwar für den Freiburger Verein Schachklub Zähringen, dem er bis 1996 angehörte. Danach wechselte er zum Schachclub Eppingen, mit dem er in der Saison 1996/97 und erneut seit 2004 in der Bundesliga spielte (zunächst als Stammspieler, seit 2008 als Reservespieler mit einzelnen Einsätzen). In der Saison 2003/04 spielte er auch in der französischen Mannschaftsmeisterschaft für Cercle d’Echecs de Strasbourg. Seine bisher höchste Elo-Zahl lag bei 2470 von Juli 1998 bis Juni 1999.

## Schriften (Auswahl)
- Athlet und Polis im archaischen und frühklassischen Griechenland (= Hypomnemata. Band 138). Vandenhoeck und Ruprecht, Göttingen 2001, ISBN 3-525-25237-4.
- Die Demagogen und das Volk. Zur politischen Kommunikation im Athen des 5. Jahrhunderts v. Chr. (= Klio. Beihefte. Neue Folge, Band 13). Akademie Verlag, Berlin 2007, ISBN 3-05-004351-2.
- Studienbuch Antike. Einführung in die Altertumswissenschaften. Akademie Verlag, Berlin 2008, ISBN 978-3-05-004401-9 (= Akademie Studienbücher).
- mit Matthias Haake und Ralf von den Hoff (Herausgeber): Rollenbilder in der athenischen Demokratie. Medien, Gruppen, Räume im politischen und sozialen System. Reichert, Wiesbaden 2009, ISBN 978-3-89500-712-5.
- „Um keinen Kranz, um das Leben kämpfen wir!“ Gladiatoren im Osten des Römischen Reiches und die Frage der Romanisierung. Verlag Antike, Berlin 2011, ISBN 978-3-938032-45-9.
- Die Gladiatoren (= C. H. Beck Wissen), C.H.Beck, München 2013, ISBN 978-3-406-64608-9 (Buchvorstellung).
- Militär und Kriegführung in der Antike (= Enzyklopädie der griechisch-römischen Antike. Band 9). Oldenbourg, München 2013, ISBN 978-3-486-59682-3.
- Schach. Die Welt auf 64 Feldern. (= C. H. Beck Wissen), C.H.Beck, München 2019, ISBN 978-3-406-73970-5.
- Griechische Athleten. Eine Sozialgeschichte. Franz Steiner, Stuttgart 2025, ISBN 978-3-515-13956-4.